# Cowperia sumatraensis
Cowperia sumatraensis is een vliesvleugelig insect uit de familie Encyrtidae. De wetenschappelijke naam is voor het eerst geldig gepubliceerd in 1963 door Kerrich.